# Staava Haavelinna
Staava Haavelinna, född Gusava Ahlfors 1 juli 1866 i Kuhmalax, död 3 oktober 1953, var en finländsk skådespelare. Under början av 1900-talet var Haavelinna den drivande kraften bakom Tammerfors arbetarteater.
Skådespelarkarriären inleddes under slutet av 1800-talet och under början av det kommande 1900-talet var Haavelinna aktiv i Kosti Elos teatersällskap. Efter att 1895 ha medverkat i en pjäs av Aleksis Kivi var Haavelinna verksam vid Tammerfors arbetarteater, vars öppningspjäs Anna Liisa uppfördes den 27 september 1901 i Tavastehus. 1938 var Haavelinna den äldsta aktiva skådespelaren i Finland, men karriären fortsatte ännu under 1940-talet. 1946 tilldelades Haavelinna Pro Finlandia-medaljen och blev därigenom medaljens andre mottagare. Haavelinna tillhörde arbetarteater fram till sin död, men på 1950-talet medverkade hon inte i några pjäser.